# Pretty Rhythm All Star Selection: Prism Show☆Best Ten
Pretty Rhythm All Star Selection: Prism Show☆Best Ten (劇場版 プリティーリズム・オールスターセレクション プリズムショー☆ベストテン?, Gekijō-ban Puritī Rizumu Ōru Sutā Serekushon Purizumu Shō☆Besuto Ten) è un film del 2014 diretto da Masakazu Hishida. È il primo film d'animazione tratto dalla saga Pretty Rhythm.
Il film vede per protagoniste tutte le Prism Star delle tre serie anime, Pretty Star - Sognando l'Aurora, Pretty Rhythm: Dear My Future e Pretty Rhythm: Rainbow Live.

## Trama
Due degli abitanti del Prism World, Momo e Penguin-sensei, si sono riuniti insieme per lavorare sui vari Prism Show fatti in Sognando l'Aurora, Dear My Future e Rainbow Live. Fra i tanti eseguiti da Aira, Mia, Naru e le altre, solo dieci entreranno in classifica.

## Colonna sonora
Sigla di chiusura
- You May Dream ~Mission Successful Mix 2014~, di LISP (Kana Asumi, Azusa Enoki e Sayuri Hara)

Insert songs
- 1000% kyunkyun sasete yo♡ (１０００％キュンキュンさせてよ♡?), di Pretty Rhythm☆All Stars (Kana Asumi, Sayuri Hara, Azusa Enoki, Madoka Yonezawa e Satomi Akesaka)
- Hop! Step!! Jump!!!, di MARs Aira‧Rizumu‧Mion (Kana Asumi, Sayuri Hara e Azusa Enoki)
- Rosette Nebula, di Bell Rose (Haruka Tomatsu, Saori Gotō e Maaya Uchida)
- Mirage JET, di Sprouts (Ayane Sakura, Natsumi Takamori e Madoka Yonezawa)
- Heart♥Iro♥Tori Drea~m (ハート♥イロ♥トリドリ～ム?), di Naru Ayase (Emiri Katō)
- Dear My Future ~Mirai no jibun he~ (Ｄｅａｒ Ｍｙ Ｆｕｔｕｒｅ ～未来の自分へ～?), di Prizmmy☆
- my Transform, di Prizmmy☆
- Que sera, di MARs (Kana Asumi, Sayuri Hara, Azusa Enoki)
- Doshaburi HAPPY (どしゃぶりＨＡＰＰＹ?), di Happy Rain♪ (Emiri Katō, Mikako Komatsu e Yū Serizawa)
- 1/1000 Eien no bigaku (１／１０００永遠の美学?), di Callings Sho‧Hibiki‧Wataru (Takashi Kondō, Kenn e Nobuhiko Okamoto)
- LOVE♥MIX, di LOVE∞MIX (Minami Takayama e Motoko Kumai)
- pride, di Hiro Hayami (Tomoaki Maeno)
- FREEDOM, di Kazuki Nishina (Toshiki Masuda)
- cheer! yeah!×2, di COSMOs (Rumi Ōkubo, Satomi Akesaka e Marie Miyake)
- Never Let Me Down ~Ganbari yaa!~ (Ｎｅｖｅｒ Ｌｅｔ Ｍｅ Ｄｏｗｎ ～がんばりやぁ！～?), di Serenon Serena Jounouchi‧Kanon Toudou (Madoka Yonezawa e Satomi Akesaka)
- Shall We Go?!, di Kaname Chris (Kanae Itō)
- Thank you-!! (サンキュッ！！?), di P&P (Kanae Itō, Minami Tsuda e Hyang-Ri Kim)
- Switch On My Heart, di Mion Takamine (Azusa Enoki)
- Get music!, di Bell Renjouji (Haruka Tomatsu)
- ALIVE, di Ito Suzuno & Otoha Takanashi (Mikako Komatsu e Saori Gotō)
- Kokoro jūden! (ココロ充電！?), di Rizumu Amamiya (Sayuri Hara)
- cherry-picking days, di Ann Fukuhara & Wakana Morizono (Yū Serizawa e Maaya Uchida)
- nth color, di June Amou (Rumi Shishido)
- Dream Goes On, di Aira Harune (Kana Asumi)
- gift, di Rinne (Ayane Sakura)
- You May Dream, di MARs (Kana Asumi, Sayuri Hara, Azusa Enoki) & All Star
- Pretty Rhythm de Go! (プリティーリズムでＧｏ！?), di MARs (Kana Asumi, Sayuri Hara e Azusa Enoki)

## Distribuzione
Il film è stato proiettato per la prima volta nelle sale cinematografiche giapponesi l'8 marzo 2014.